# 앤 매더
앤 매더(1960년 4월 10일 ~ )는 영국의 사업가이다. 알파벳 (기업), 넷플릭스, 에어비앤비, 아리스타 네트웍스, 블렌드의 임원을 맡고있다. 매더는 1999년 9월부터 2004년 4월까지 픽사 스튜디오의 CFO를 역임했다.

## 생애
1960년에 태어났다. 영국 케임브리지 대학교를 다녔고 여기서 지질학, 토지경제학 부문에서 문학 석사 학위를 받았다.